# Левинські
Левинські — український шляхетський рід.

## Походження
Перші відомі дані про шляхтичів Левинських гербу Сас походять з XVIII ст. Пізніше родина перейшла в стан священників. Найбільше відома завдяки двом українським архітекторам — Івану та Льву Левинським.

## Нащадки
- Іван Левинський (†1858) — директор народної школи в Долині ∞ Йозефа Хаузер[2][3]
  - Лев Іванович (*1845 — †1912) ∞ Олімпія Теофілівна Горнякевич (†1928)
    - Лев Львович (*1876 — †1940)

  - Іван Іванович (*1851 — †1919) ∞ Марія Броніковська (†1916)[4]
    - Степан Іванович (*1897 — †1946)
    - Марія Іванівна — випускниця хімічного факультету Львівської політехніки ∞ NN Симов